# Mima Jaušovec
Mima Jaušovec (ur. 20 lipca 1956 w Mariborze) – jugosłowiańska tenisistka.

## Życiorys
Kariera zawodowa tenisistki przypadała na lata 1975–1988. W tym czasie zawodniczka wygrała pięć tytułów singlowych i sześć deblowych z cyklu rozgrywek WTA Tour. Wygrała French Open 1977 oraz była w finale French Open 1978 i French Open 1983. Dwukrotnie w ćwierćfinale (1981) French Open i Wimbledonu. Ostatni swój występ, w 1988 roku w Australian Open zakończyła na pierwszej rundzie. W parze z Virginią Ruzici wygrała zawody niemieckie, włoskie i francuski turniej wielkoszlemowy oraz dotarła do finału Wimbledonu 1978.
Złota medalistka zawodów tenisowych podczas Igrzysk Śródziemnomorskich 1979 zarówno w grze pojedynczej, jak i podwójnej w parze z Renatą Šašak.
Czterokrotnie zostawała sportsmenką roku w Słowenii (1975–1977, 1980).
Mieszka w Mariborze, mieście, w którym się urodziła.

## Finały turniejów wielkoszlemowych

### Wygrane (1)
| Rok  | Turniej     | Przeciwniczka w finale | Wynik finału  |
| 1977 | French Open | Florenta Mihai         | 6:2, 6:7, 6:1 |

### Przegrane (2)
| Rok  | Turniej     | Przeciwniczka w finale | Wynik finału |
| 1978 | French Open | Virginia Ruzici        | 6:2, 6:2     |
| 1983 | French Open | Chris Evert            | 6:1, 6:2     |

## Wyniki w turniejach wielkoszlemowych
| Turniej         | 1974  | 1975  | 1976  | 1977  | 1978  | 1979  | 1980  | 1981  | 1982  | 1983  | 1984  | 1985  | 1986  | 1987  | 1988  | Bilans |
| --------------- | ----- | ----- | ----- | ----- | ----- | ----- | ----- | ----- | ----- | ----- | ----- | ----- | ----- | ----- | ----- | ------ |
| Australian Open | A     | A     | A     | A / A | A     | A     | SF    | 3R    | 2R    | A     | A     | A     | NH    | A     | 1R    | 0 / 4  |
| French Open     | 2R    | 2R    | 2R    | W     | F     | 2R    | 3R    | QF    | 4R    | F     | 3R    | 2R    | 3R    | 1R    | A     | 1 / 14 |
| Wimbledon       | 3R    | 4R    | 4R    | 3R    | QF    | 2R    | A     | QF    | 2R    | 3R    | 1R    | 1R    | 1R    | A     | A     | 0 / 12 |
| US Open         | 2R    | 1R    | SF    | QF    | 2R    | 2R    | QF    | 2R    | 2R    | 3R    | 3R    | 2R    | A     | A     | A     | 0 / 12 |
| Bilans          | 0 / 3 | 0 / 3 | 0 / 3 | 1 / 3 | 0 / 3 | 0 / 3 | 0 / 3 | 0 / 4 | 0 / 4 | 0 / 3 | 0 / 3 | 0 / 3 | 0 / 2 | 0 / 1 | 0 / 1 | 1 / 42 |

NH = turniej się nie odbył.
A = zawodniczka nie brała udziału w imprezie.
Bilans = stosunek wygranych turniejów, do wszystkich startów